# إلي العجب
إلي العجب (بالإنجليزية: To the Wonder)‏ هو فيلم تجريبي رومانسي درامي أمريكي من كتابة وإخراج تيرينس ماليك وبطولة بن أفليك، وأولغا كوريلنكو، ورايتشل مكأدامز، وخافيير باردم. صُور الفيلم في أوكلاهوما وباريس، ويسرد قصة زوجين، بعد وقوعهما في الحب في باريس، يكافحان من أجل الحفاظ على علاقتهما من الانهيار بعد الانتقال إلى الولايات المتحدة. عُرض الفيلم لأول مرة في المنافسة في مهرجان فينيسيا السينمائي 2012، حيث تم ترشيحه لجائزة الأسد الذهبي. وقد تلقى ردود فعل متباينة في عرضه الأول في فينيسيا، لكنه حصل على جائزة SIGNIS في نفس المهرجان. استمر الفيلم في استقطاب النقاد عند إصداره المسرحي، حيث أشاد الكثيرون بإخراج مالك وتصوير لوبزكي السينمائي، على الرغم من أنهم وجدوا السرد غير مرضٍ عاطفياً.

## القصة

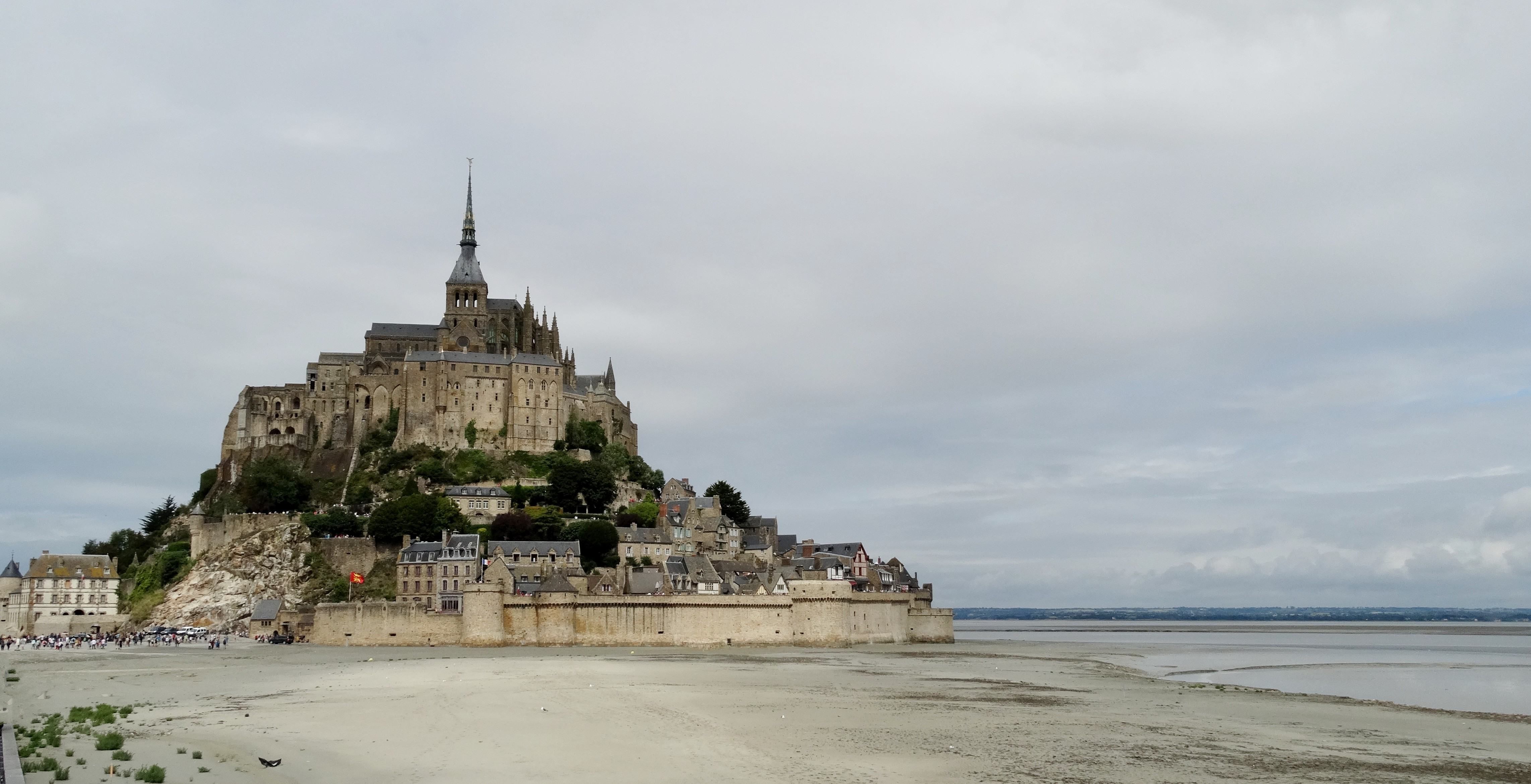
يعتبر مونت سانت ميشيل موقعًا محوريًا لبداية الفيلم.

نيل (بن أفليك) مسافر أمريكي في أوروبا يلتقي في باريس ويقع في حب مارينا (أولغا كوريلنكو)، مُطلقة أوكرانية تعيش مع ابنتها تاتيانا (تاتيانا شيلين) البالغة من العمر عشر سنوات. متمتعين برومانسية جديدة، يسافر العاشقان إلى مونت سانت ميشيل، دير الجزيرة قبالة سواحل نورماندي. يلتزم نيل بمارينا، ويدعوها للانتقال مع تاتيانا إلى موطنه الأصلي أوكلاهوما. يعمل نيل كمفتش بيئي، وتستقر مارينا في حياتها في الولايات المتحدة. بعد مرور بعض الوقت، تهدأ الرومانسية العاطفية للزوجين. تجد مارينا العزاء مع القس الكاثوليكي الأب كوينتانا (خافيير باردم)، والذي يمر بأزمة إيمانه الخاصة. بدأت تاتيانا تشعر بالحنين إلى الوطن بسبب عدم تكوين صداقات في مدرستها، وتشكو من أن نيل ليس والدها الحقيقي. بعد مرور بعض الوقت، أخبرت مارينا نيل أن تأشيرتها قد انتهت، وتعود هي وابنتها إلى فرنسا.
مع مواصلته العمل كمفتش بيئي، يعيد نيل الاتصال بجين (رايتشل مكأدامز)، صديقة الطفولة. تخبر جين نيل بهدوء شديد أن مزرعتها تفلس لأن زوجها السابق أثقلها بدين القمار الضخم. يبدأ نيل بعلاقة رومانسية مع جين. بالعودة إلى فرنسا، بعد إعادة تاتيانا إلى والدها (زوج مارينا السابق)، تجد مارينا أنها تفتقد أوكلاهوما ولا تستطيع العثور على وظيفة. بسبب عدم رغبة نيل في الالتزام بجين، تتفكك علاقتهما.
بالعودة إلى أوكلاهوما، تتواصل مارينا مع نيل. يتزوج الثنائي في حفل مدني. بعد أن ذهبت إلى الطبيب لمناقشة إزالة الجهاز داخل الحمل لتتمكن من الحمل، بدأت مارينا تشعر بالعزلة مرة أخرى. على الرغم من أنهما أقاما أيضًا حفل زفاف ديني، إلا أن علاقة الزوجين بدأت في التدهور. في هذه الأثناء، يرعي الأب كوينتانا السجناء والمحليين. ذات يوم، تتقرب مارينا من تشارلي (تشارلز بيكر)، وهو نجار أعطاها قيثارة هوائية. تتبعه إلى فندق حيث كان الاثنان يلتقيان. أثناء خدمة طلبات السيارة لمطعم للوجبات السريعة، تعترف مارينا بالأمر لنيل وتطلب منه الصفح. في حالة من الغضب، يتوقف نيل جانبًا ويترك مارينا شريدة على الطريق. بعد فترة وجيزة، عاد نيل لاصطحابها.
يلتمس نيل لاحقًا المشورة من الأب كوينتانا. يبدو أن مارينا أنجبت طفلاً منذ لقائها مع تشارلي ولكن هناك غموض حول هوية والده. يرافق نيل الكاهن وهو يخدم الفقراء، متعلمًا الغفران والتواضع. في النهاية، مقدمًا مغفرة مارينا، يركع نيل أمامها ويقبل يديها. يبدو أن نيل ومارينا سيتطلقان، وقد شوهدوا معًا لآخر مرة وهو يتركها في المطار. تقول له مارينا، "أريد الاحتفاظ باسمك".
تصور اللحظات الختامية للفيلم الأب كوينتانا يرعى المسنين، والفقراء، والمسجونين بصوت الكاهن الذي يتلو نوع من صلاة القديس باتريك ("المسيح معي. المسيح قبلي. المسيح خلفي..."). بعد بضع سنوات، شوهد نيل مع ما يشبه عائلته. تظهر مارينا وهي تسير في مكان رعوي غارق في المطر. في حالة اكتشاف النشوة، استدارت لترى ضوءًا ذهبيًا لامعًا يمر على وجهها. "العجب" – مونت سان ميشيل – لا تزال متجذرة في الأرض ببرجها مخترقًا السماء.

## طاقم التمثيل
- بن أفليك في دور نيل
- أولغا كوريلنكو في دور مارينا
- رايتشل مكأدامز في دور جين
- خافيير باردم في دور الأب كوينتانا
- تاتيانا شيلين في دور تاتيانا
- تشارلز بيكر في دور تشارلز
- رومينا مونديلو في دور آنا

## وصلات خارجية
- إلي العجب على موقع IMDb (الإنجليزية)
- إلي العجب على موقع ميتاكريتيك (الإنجليزية)
- إلي العجب على موقع الموسوعة البريطانية (الإنجليزية)
- إلي العجب على موقع روتن توميتوز (الإنجليزية)
- إلي العجب على موقع نتفليكس (الإنجليزية)
- إلي العجب على موقع قاعدة بيانات الأفلام العربية
- إلي العجب على موقع ألو سيني (الفرنسية)
- إلي العجب على موقع أول موفي (الإنجليزية)
- إلي العجب على موقع بوكس أوفيس موجو (الإنجليزية)
- إلي العجب على موقع فيلمافينيتي (الإسبانية)